# Pietro Santoro
Pietro Santoro (n. Vasto, Abruzos, Italia, 4 de febrero de 1946) es un obispo católico italiano. Actualmente desde el 28 de junio de 2007, es el nuevo Obispo de Avezzano.

## Biografía
Nacido en el municipio italiano de Vasto ("situado en la Provincia de Chieti y la Región de Abruzos") el día 4 de febrero de 1946.
Durante su juventud descubrió su vocación religiosa y pasó a ingresar en el seminario diocesano, donde realizó su formación eclesiástica.
Finalmente fue ordenado sacerdote en la ciudad de Roma, el 17 de mayo de 1970, por Su Santidad el Papa Pablo VI.
Tras su ordenación inició su ministerio pastoral como Párroco de la Iglesia de San Nicolás en San Salvo, en la cual permaneció hasta 2007. También durante todos estos años ha sido Asistente Diocesano del sector de la juventud en Acción Católica, se ha encargado del servicio de la pastoral juvenil diocesana y en 2005 fue designado por el obispo monseñor Bruno Forte como vicario episcopal de Vasto ("su pueblo natal").
Ya el 28 de junio de 2007 fue nombrado por el Papa Benedicto XVI como nuevo Obispo de la Diócesis de Avezzano, en sucesión de "Monseñor" Lucio Angelo Renna.
Además de elegir su escudo, tiene como lema, la frase: «Transit Jesu ut clamemus» (en latín).
Recibió la consagración episcopal el día 6 de septiembre de ese mismo año, en la Iglesia de Santa María la Mayor de su pueblo, a manos de "Monseñor" Bruno Forte actuando como consagrante principal.
Como co-consagrantes tuvo al Cardenal-Arzobispo Metropolitano de Ancona-Osimo "Monseñor" Edoardo Menichelli y a su predecesor en la cátedra de Avezzano "Monseñor" Lucio Angelo Renna.